# ماریس مگدولوت
ماریس مگدولوت (انگلیسی: Marice Magdolot؛ زادهٔ ۳۱ ژوئیهٔ ۱۹۹۳) بازیکن فوتبال اهل فیلیپین است.
وی همچنین در تیم ملی فوتبال زنان فیلیپین بازی کرده‌است.